# Дорога в ад (фильм, 1988)
«Доро́га в ад» — советский двухсерийный цветной художественный фильм о вреде наркотиков, снятый в жанре криминальной драмы на Киностудии им. А. Довженко, ⁣режиссёром Николаем Засеевым-Руденко по заказу Гостелерадио СССР в 1988 году. Это был первый в советском кинематографе фильм, посвящённый проблемам наркомании среди молодёжи.

## Сюжет

### Серия 1
В неназванном городе действует банда наркодилеров, которая переправляет в европейскую часть СССР опиумный мак, перерабатывая его в хорошо замаскированной нелегальной лаборатории за городом в наркотическую жидкость для инъекций. Управляет лабораторией некто Борис Левицкий, химик по образованию (Владимир Коренев), помощники которого, включая его девушку Марину (Ольга Сизова), являются наркоманами. Фильм начинается с того, что Марина самолётом привозит в город гроб, в котором большая партия наркотиков. Чтобы их переработать, нужен опытный лаборант, поэтому Левицкий решает «посадить на иглу» подругу Марины Катю Руденко (Элина Бардина), которая работает в институте фармакологии. Чтобы осуществить это, Марина заманивает Катю за город, где собираются пристрастившиеся к наркотикам молодые люди, чтобы «получить дозу». В последний момент Марина жалеет свою подругу и не даёт злоумышленникам сделать ей инъекцию, и Кате удается бежать. Пытаясь скрыться от преследователей, она выбегает на дорогу и бросается под колеса проезжающей мимо фуры. Дальнобойщики Алексей (Степан Старчиков) и Павел (Богдан Бенюк) успевают во время затормозить, помогают девушке отбиться от преступников и отвозят её домой. Между Алексеем и Катей вспыхивает роман.

### Серия 2
Брат Марины Олег, тоже наркоман (Константин Шафоренко), убегая от милиции, попадает под поезд. Вскоре после передозировки на глазах своей подруги Кати умирает и сама Марина. Это происходит в больнице, где с Катей разговаривает полковник милиции Николай Гончаров (Ромуалдс Анцанс). Всё это время сотрудники правоохранительных органов следят за деятельностью наркодилеров и пытаются разоблачить всех её членов. Также они выясняют, что наркотики в городе распространяются по ночам в развлекательном заведении с символичным названием «Красный мак». Тем временем выясняется, что лидер преступной группировки Керим Рустамович Бакаев «Шах» (Махмуд Эсамбаев), который находится далеко, в Средней Азии, по словам одного из героев фильма председатель крупного колхоза, Герой Социалистического Труда, депутат, решает провезти в Чехословакию через территорию СССР крупную партию наркотиков. Для этого заместитель директора института фармакологии, в котором работает Катя (по совместительству сообщник «Шаха» и куратор всей преступной группировки) Анатолий Сорокин (Давид Бабаев) предлагает Левицкому использовать дальнобойщика Алексея. Сообщники Левицкого находят Алексея и Катю и вынуждают их под страхом расправы пойти на сделку с ними. Молодые люди соглашаются, но успевают оповестить милицию об этом. Оповещенные о деталях операции сотрудники правоохранительных органов намеренно позволяют совершить сделку, чтобы отследить цепочку поставок наркотиков и задержать всех членов преступной группировки, включая главаря…

## В ролях
- Элина Бардина — Екатерина Руденко, лаборант
- Степан Старчиков — Алексей Северин, водитель-дальнобойщик
- Владимир Коренев — Борис Левицкий
- Ольга Сизова — Марина Нечаева, наркоманка, девушка Левицкого, подруга Кати
- Игорь Старыгин — Серж, сообщник Левицкого
- Борис Щербаков — Владимир Корнеев, директор института фармакологии
- Людмила Гурченко — Марта Хольман, знакомая «Шаха»
- Махмуд Эсамбаев — Керим Рустамович Бакаев, криминальный авторитет «Шах» (озвучил Артём Карапетян)
- Марис Лиепа — Отто Штиммер (озвучил актёр Юрий Саранцев)
- Ромуалдс Анцанс — Николай Степанович Гончаров, полковник милиции (озвучил Павел Морозенко)
- Давид Бабаев — Анатолий Сорокин, заместитель директора института фармакологии, сообщник «Шаха»
- Николай Засеев-Руденко — Вацлав Шевчик, подполковник чехословацкой милиции (озвучил Евгений Паперный)
- Виталий Коняев — профессор Павел Иванович Милосердов
- Степан Олексенко — Даниленко, генерал милиции
- Александр Соловьёв — Арвис, сообщник Левицкого
- Богдан Бенюк — Павел, водитель-дальнобойщик, напарник Алексея
- Георгий Гавриленко — «Лом», сообщник Левицкого
- Петерис Гаудиньш — рыжий Гюнтер
- Константин Шафоренко — Олег Нечаев, брат Марины
- Шухрат Иргашев — человек «Шаха»
- Сергей Подгорный — Селезнёв, сержант ГАИ
- Александр Агеенков — старший лейтенант
- Александр Милютин — водитель грузовика
- Ирина Терещенко — валютная проститутка
- Юрий Критенко — сообщник Марты Хольман
- Анатолий Лукьяненко — оперативник
- Игорь Черницкий — оперативник
- Валерий Шибаев — Догужаев, полковник милиции

## Съёмочная группа
- Режиссёр-постановщик: Николай Засеев-Руденко
- Сценарист: Михаил Канюка, Владимир Шаров
- Оператор постановщик: Александр Чёрный
- Художник-постановщик: Григорий Павленко
- Композитор: Иван Карабиц
- Режиссёр: В. Хацкевич
- Оператор: В. Пономарев
- Звукорежиссёр: Татьяна Бондарчук
- Монтаж: Тамара Сердюк
- Костюмы: Л. Соколовская
- Грим: Т. Татаренко
- Ассистенты: режиссёра - Л. Штогаренко, В. Карпов оператора - В. Шкурко, В. Александров
- Комбинированные съёмки: оператор - В. Осадчий художник - В. Дубровский
- Мастер-светотехник: О. Спиридонов
- Цветоустановщик: Н. Чудновец
- Административная группа: С. Петрова, Л. Михур, И. Мацела, И. Онипченко
- Главный консультант: генерал-майор милиции А. Чистяков

## Интересные факты
Фильм был снят в городе Ужгород Закарпатской области Украины. Роль чехословацкой крепости, по территории которой прогуливались героини Людмилы Гурченко и Элины Бардиной, сыграл Невицкий замок, который находится в 12 км от Ужгорода. Вся съёмочная группа в период съёмок проживала в Ужгороде, в гостинице «Закарпатье».